# Gamma1 Arietis
Gamma1 Arietis (γ Ari / γ Arietis) é uma estrela tripla da constelação de Aries. Também é conhecida como Mesarthim.
Mesarthim está localizada a 204 anos-luz da Terra. É um sistema composto por uma estrela binária, com componentes separados por uma distância angular de 7,7 arco-segundo (separável em pequenos telescópios. Ambos os componentes são estrelas brancas de tipo A, tendo magnitudes aparentes de +4,75 e +4,83. A mais brilhantes é conhecida por γ² Arietis e a companheira por γ¹ Arietis. O período orbital da binária é superior a 5.000 anos. Orbitando esta binária existe a estrela γ Arietis C, com magnitude +9.6. Esta última é de tipo K e está localizada a 221 arco-segundo de distância.